# Болотнянский сельсовет
Болотнянский сельсовет — административная единица на территории Рогачёвского района Гомельской области Белоруссии. Административный центр — агрогородок Болотня.

## История
28 января 2015 года упразднены посёлки Победа и Рубаное.

## Состав
Болотнянский сельсовет включает 18 населённых пунктов:
- Болотня — агрогородок.
- Гутище — деревня.
- Ёвня — посёлок.
- Жевинник — посёлок.
- Завидовка — посёлок.
- Загребье — посёлок.
- Задворье — посёлок.
- Кристополье — посёлок.
- Ленинский — посёлок.
- Лесное — посёлок.
- Моховая — деревня.
- Новая Олешня — деревня.
- Осиновка — посёлок.
- Осов — посёлок.
- Старая Олешня — деревня.
- Староселье — деревня.
- Хвойник — посёлок.
- Цагельня — посёлок.

Упразднённые населённые пункты:
- Победа — посёлок[2]
- Рубаное — посёлок[2]